# Воевода

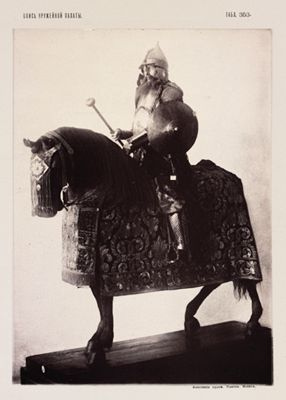
Московский воевода XVII века.

Воево́да — общеславянский термин в Древней Руси обозначающий три должности: начальника войск; высшего местного администратора и одного из подчинённых органов местного самоуправления;
Воинский начальник (военачальник) — ратный воевода, нередко как правитель (государственный деятель) — местный воевода, иногда совмещавший административные и военные функции в управлении определённой административно-территориальной единицей и военными формированиями (войском), комплектующимися по территориальному принципу.
Все воеводы при их назначении получали наказ (Царский наказ), в котором определялись их должностные обязанности. Степень власти у различных воевод была различна, в соответствии с той или иной областью их управления (формирование, служба, территориальное образование и так далее).

## Первое упоминание
Впервые этот термин (слово) появился в X веке, упоминается у Константина Багрянородного как βοέβοδος ([воеводос]) в греческой транскрипции. В «Повести временных лет» восемь раз упоминается слово «воевода» и два раза «воеводство». До XV века он обозначал либо командира княжеской дружины, либо руководителя народного ополчения.
Затем воеводами стали называть и наместников государя в городах.

## В России
В России после призвания варяжских князей старшие дружинники назывались княжескими воеводами. Позже воеводы на Руси делились на ратных и местных воевод (тысяцкий, наместник), иногда совмещавший административную и военную функции в управлении государства и вооружённых сил (в войске).

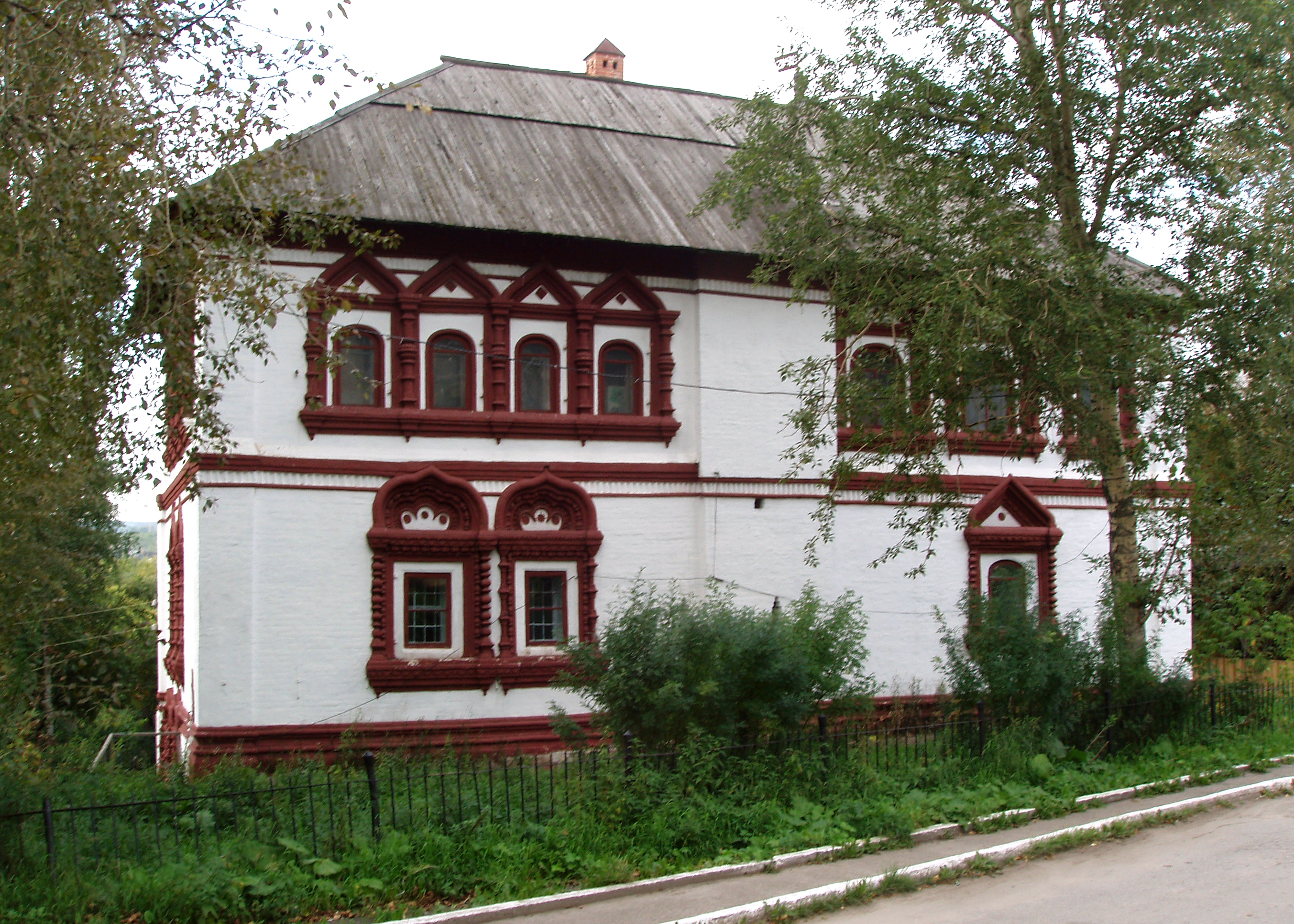
Дом воеводы в Соликамске.

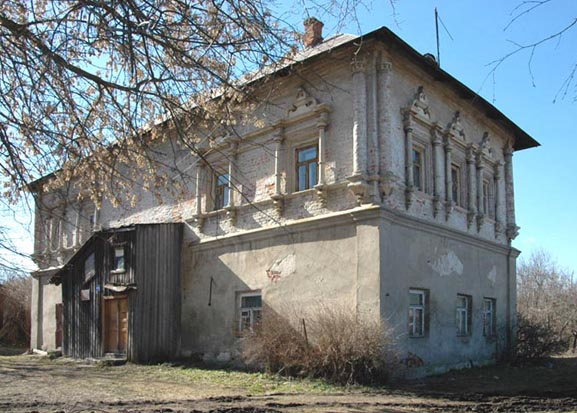
Так называемый «Дом воеводы» в Коломне.

Должность воеводы как начальника войск принадлежит древнейшей истории Руси и доживает до XVII века. Должность воеводы как высшего местного администратора появляется в XV веке, заменяя прежнего наместника, и существует на протяжении всего XVII столетия. Должность воеводы как одного из подчинённых органов местного самоуправления возникает только при Петре I Алексеевиче и исчезает с введением учреждения о губерниях в 1775 году. Кроме того, в старину слово «воевода» обозначало всякого военачальника, каким бы разрядом войск он ни командовал. Войска Московского государства до половины XVII века обычно делились на полки, во главе каждого становился один или несколько воевод, причём если их имена перечислялись, то они назывались 1, 2, 3-й воевода Большого, Передового, Сторожевого полка или полка правой или левой руки. На подчинение одних воевод над другими до начала XVII века нет никаких указаний, и они должны были действовать по старинке "за един муж". Эта форма коллегиальности командного состава не имела никакой юридической определённости, представлялось только требование ладить всё мирно "без розни за один, чтобы государеву и земскому делу от того порухи не было". В русско-польскую войну 1632-1634 годов Большой воевода являлся уже главнокомандующим, которому подчинялись воеводы действовавших полков, кроме одного, получившего особую задачу.
Появление воевод в качестве высшего органа местного управления хотя и относится к моменту упразднения кормлений, но воеводы уже в XV столетии стояли рядом с наместниками и именовались местными, или годовыми, воеводами (позже городовыми). Появление этих воевод было вызвано построением со стратегическими целями новых городов на окраинах государства, где военные задачи выступали на первый план, являлось почти сплошь обязанной службой, а также присоединением новых населённых инородцами областей, где все отрасли управления сосредотачивались в военных руках.
В культуре Древней Руси яркими образами воеводы стали как былинные богатыри (Евпатий Коловрат, Илья Муромец, Добрыня Никитич), так и легендарные князья — князь Игорь, князь Владимир, князь Олег.

### Классы воевод
В Русском войске, на местах и в походе, назначались следующие воинские начальники (командиры) по местам службы (формированиям), и их можно разделить на классы по воеводской форме правления (представлены не все):
Большой воевода
Главнокомандующий, правил Главными силами или Большим полком. Царь и Боярская дума совместно назначали большого воеводу (главнокомандующего), других воевод и их товарищей (помощников). В Разрядном приказе большой воевода получал царский наказ с важнейшей информацией и «разряд» — роспись воевод и ратных людей по полкам. В помощь ему давался ещё один воевода с обычной компетенцией и сверх того ещё в "товарищи" выделялся воевода у знамени.
Главный воевода Большого полка
Большого полку главный воевода руководил Ратью царя (крупным воинским формированием). Большого полку воевода и Воеводы правой и левой руки — звание, аналогичное современному маршалу, генералу армии (главнокомандующему). За ними следовали звания: Большого полку третий воевода, правой и левой руки второй воевода, сторожевого и передового полков воеводы и так далее (?).
Воевода для вылазок
Назначенный воевода должен был действовать вне города во время неприятельского набега. Считался вторым воеводой в городе.
Воевода по вестям
До получение новых вестей (разведданных) от Двора или появилось известие о надобности увеличить войско, то присылались воеводы с войском в помощь.
Воевода у знамени
При войске всегда было главное или большое знамя, которое, если государь в походе, находилось при воеводе. Для охранения знамени назначались воеводы с некоторым числом воинов. Воеводы у знамени делились на: Воевода у большого знамени и Воевода у знамени Великого Государя. В подчинении находился отряд (полк) в количестве от 100 до 1.000 человек.
Воевода у наряда
Если наряд (артиллерия) формировались самостоятельно, то во главе его становился воевода у наряда. Воеводы назначались начальниками пушек, ядер, пороха и всякого тяжёлого и огнестрельного оружия и припасов к нему (начальник артиллерии).
Воевода у обоза
Назначались начальниками при войсковом обозе, в обязанности входило охрана и доставка до места назначения.
Воевода у бежа
От слова — бежать, отойти, отступать. Для отступления войска назначалось место, при котором назначался воевода "у бежа" с некоторым войском, к которому все отступающие должны были собираться и являться.
Городовой воевода
В случае нападения неприятеля городовые воеводы собирали войско (полк), командовали ими, занимались судопроизводством. Ведал в городе военными делами, а в земские или наместнические дела не лез. Под его командованием были дворяне и все те, кто должен ходить на военную службу в уезде или городе. В его ведении находились также острог (крепости) и засеки расположенные в уезде, и он являлся главным руководителем их обороны. Во время нападения неприятеля должен был не выходить из города и пребывать в нём для организации отпора осады если понадобится. В обязанности входило сбор и учёт служилых людей его уезда, которым он вёл книжки "приездов и отпусков". Считался старше воеводы для вылазок.  Служивший воеводой в полках назначался городовым воеводою обычно под старость и не на продолжительные сроки в 2-3 года.
Гулявый воевода
Иногда, для командования над особой подвижной крепости — Гуляй-город, назначался воевода.
Годовые и сроковые (срочные) воеводы
Позже стали называться городовыми воеводами, с теми же обязанностями.
Дворцовый воевода
Самая большая должность на Руси, руководили особыми округами которые состояли из дворцовых сёл и слобод. Последним российским Дворовым воеводой во время детства Петра I был князь В. В. Голицын. Позже, в ходе реформ управления в Русском государстве появилась должность — Разрядный воевода.
Дворовый воевода
Воевода царского полка, когда он включался в полевую армию.
Ертаульный воевода
Когда назначался Ертаул (передовой отряд), то его воевода именовался Ертаульным воеводою.
Засадный воевода
Комендант крепости или города в до-петровской Руси. Происходит от слова "засада", древне-русского названия гарнизона. От засадного воеводы зависела в значительной степени участь крепости, особенно при необычном упорстве обороны в древней Руси, когда не допускали и мысли о сдаче крепостей, а сама оборона велась зачастую наступательно. Засадному воеводе во время войны подчинялись все жители крепости.
Осадный воевода
Определялся для охранения крепости от неприятелей во время осады. Считался старше городового воеводы.
Опричный воевода
Главный начальник войск или стражи, учреждённой царём Иваном Васильевичем под названием Опричны. Воеводы особо отделялись от других воевод, однако с ними считались степеньем. В настоящее время известны имена 52 опричных воевод.
Полковой воевода
Воевода над определённым полком.
Посылочный воевода
Назначался самый храбрый и владеющий военным искусством умело для посылки в разведку о движении неприятеля и его силе узнавать.
Прибыльный воевода
Воеводы которые посылались из Москвы для усиления командного состава действующей армии.
Ратный воевода
Должность ратного воеводы не была постоянной. Они назначались по мере необходимости для предводительства в намеченном походе.
Сходный воевода
Воеводы, которые назначались из разных городов и мест под командованием своими войсками к главному войску. Иногда причислялись по полкам, а иногда были особо под начальством главного или начальствующего всеми войсками воеводы. Выделялись от него по надобности и направлялись преследовать неприятеля.
Воеводам запрещалось заниматься торговлей и участвовать в торговых складчинах. В XVII веке воеводы вмешивались в деятельность посадских общин: разгоняли торги, арестовывали по ложным доносам торговцев, вымогали взятки и так далее. Поэтому в 1620 году воеводам запретили что-либо покупать у посадских, даже продовольствие. Торговый устав 1667 года передал всех торговцев в ведение отдельного приказа. Приказ должен был защищать торговцев от «воеводских налогов».
В Соликамске сохранился дом воеводы 1688 года постройки, в настоящее время — музей и памятник архитектуры.

#### Воеводские знамёна

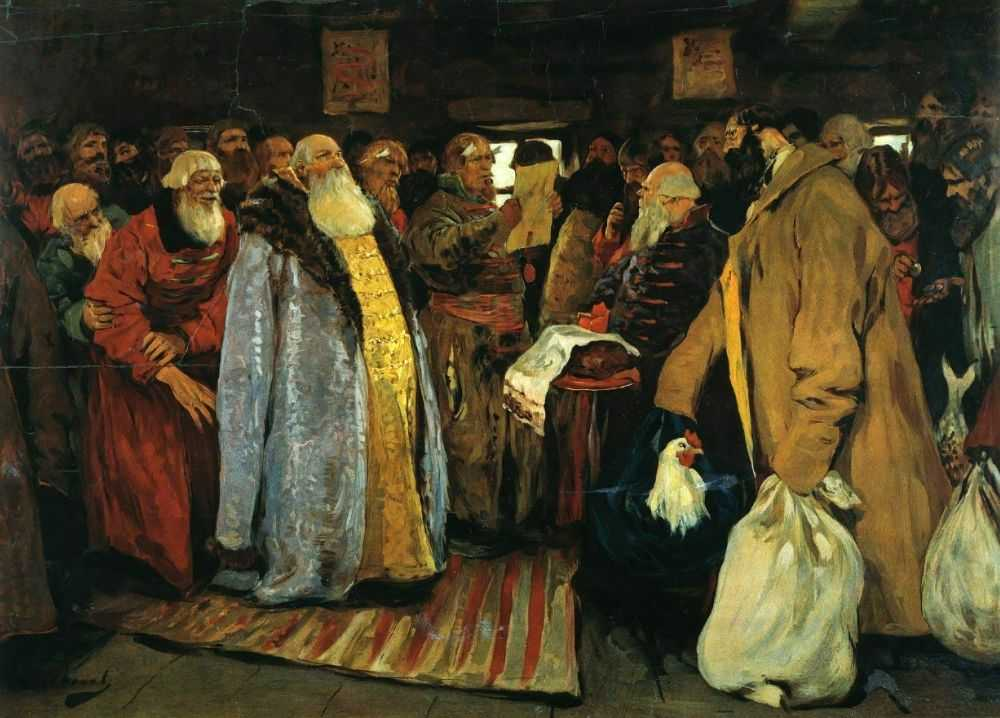
Сергей Васильевич Иванов. «Приезд воеводы».

Воеводские знамёна выдавались воеводам, отправлявшимся в города, остроги, в военные походы, в посольские съезды на переговоры и на переговоры для обмена пленных. Эти знамёна назывались малыми полковыми или воеводскими.
Они имели длину от 2½ аршин до 3 аршин и ширину от 2 до 2½ аршин. Ткань шёлковая, кайма другого цвета. В середине писали красками или вышивали лики Спасителя и Богородицы, Архангелов, ангелов и Святых угодников. На кайме писали тропари и кондаки, иногда титул государев. Изображения могли быть разными на разных сторонах знамени.
Впоследствии воеводам выдавались полковые или сотенные знамёна, а воеводские знамёна не выдавались.
Воеводские знамёна выдавались при назначении на службу, или присылались на место службы. Знамёна выдавались по прямому указу царя.

##### Отмена воеводского правления
Воеводская форма правления была отменена после проведения областной реформы Петра I. Однако позже указом императрицы Екатерины I от 15(26) июля 1726 года для общего административного управления городом и уездом должности воевод восстановлены в тех городах, где они раньше существовали. Воеводы назначались Сенатом, получали от него инструкции, возглавляли городскую воеводскую канцелярию. Должность была окончательно ликвидирована в ходе губернской реформы 1775 года.

## В других странах

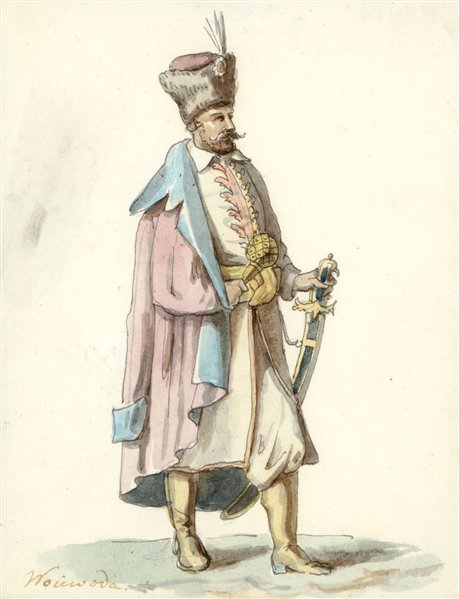
Канут Русецкий. Воевода. 1823 год.

Этот термин использовался также в средневековых Чехии, Боснии, Болгарии, Венгрии, Польше, Литве, Лужице, балтийском славянском Поморье, землях полабских славян, Хорватии, Сербии, Молдавии, Валахии и Трансильвании в качестве титула военачальника, или правителя земли. Из славянских языков слово заимствовано в румынский, венгерский и некоторые другие.
У полабских и поморских славян этот титул использовался для обозначения не только военного лидера, но и владельца, или руководителя государства, той или иной области. Например, в полабском языке Wojwodë (звучит примерно как «войводы») означало «князь», или по-немецки Fürst. Подобное же значение это слово имеет и в кашубском языке.
То же самое в верхнелужицком языке (одном из языков лужицких сербов) — слово Wójwoda, помимо собственно «воевода», означает также «герцог», то есть правитель определённой земли. А словом Wójwodstwo обозначается «герцогство», то есть отдельная область, земля.

## В Новое и Новейшее время

### Македония и Болгария
В Македонии, Болгарии и Сербии командующие повстанцами во время османского владычества также назывались воеводами (макед. војвода; болг. войвода, также воевода - оба слова, грамматически правильные, с одинаковым значением).

### Сербия

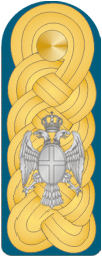
Погон сербского воеводы.

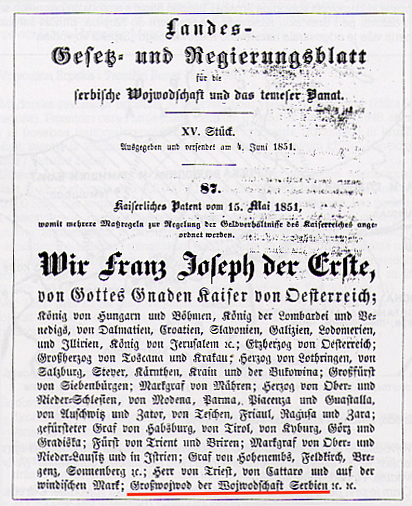
Титул Австрийского императора. Подчеркнут титул великого воеводы (Grosswojwod der Wojwodschaft Serbien).

Титул воеводы существовал ещё в средневековой Сербии во времена правления Неманичей: носитель этого титула исполнял обязанности главнокомандующего войском. Воевода считался вторым человеком во владениях после собственно правителя земель, хотя формально его титул и обязанности не были поначалу четко прописаны в законах в качестве какого-либо звания. Воеводой называли в принципе любого жупана, возглавлявшего армию во время военного похода (примером считается Ненад Страхинич из Требине, носивший титул воеводы в 1347—1350 годах). Правитель в своё отсутствие мог возложить на воеводу ряд своих обязанностей — в том числе и обязанности верховного судьи. Функции воеводы позже были прописаны в Душановом законнике.
В дальнейшем в эпоху Неманичей появился и титул великого воеводы, который заменял правителя, когда тот находился в походе. Среди носителей этого титула были Новак Гребострек в 1313—1314 годах и князь Вратко в 1342—1343 годах. При правлении царя Душана титул великого воеводы стал постепенно сращиваться с функциями воеводы: в частности, его какое-то время носил Йован Оливер, а затем его обладателями были Углеша Мрнявчевич и Никола Станевич. Одновременно в сербских землях мог быть только один великий воевода.
После распада государства Неманичей титул воеводы фактически стал титулом для феодала как командующего большим войском: именно воеводы были крупнейшими землевладельцами и командующими самых многочисленных армий, а также обладали достаточными возможностями для вооружения и снаряжения своих воинов. Как правило, любой феодал по зову правителя сербских земель являлся ко двору в качестве конного воина в сопровождении личной охраны, набранной из числа жителей его владений. Со временем воеводы стали оказывать влияние и на центральную власть в Сербии. Конец этому положили реформы деспота Стефана Лазаревича: при нём воеводами были назначаемые и снимаемые им самим наместники.
После присоединения Сербии к Османской империи звание воеводы как командующего войском исчезло до XIX века, оставшись только в качестве названия младшего офицерского чина. На протяжении турецкого владычества этого времени воеводами называли только правителей вассальных земель Валахии и Молдавии, сборщиков налогов и управляющих государственным имуществом. В XIX веке в Сербии звание воеводы стало присваиваться командующему войском какой-либо нахии, а командующего армией из территории, стоявшей выше нахии по статусу, называли великим воеводой.
На Майской скупщине в Сремских Карловцах (13 — 15 мая 1848), ссылаясь на привилегию (1691), сербы провозгласили создание Сербской Воеводины и избрали Стевана Шупликаца воеводой сербским. Эти действия были позже признаны австрийским императором, и Шупликац был признан в качестве воеводы. Решением австрийского императора (ноябрь 1849), новая провинция была создана, как политический наследник сербского воеводства. Новое воеводство существовало (с 1849 по 1860) и титул великого воеводы (нем. Grosswojwod) принадлежал императору Францу Иосифу I. После ликвидации воеводства (1860), Франц-Иосиф I сохранил титул великого воеводы воеводства Сербии вплоть до своей смерти († 1916). Его преемник император Карл I, также сохранил титул великого воеводы до конца Австро-Венгерской монархии (1918).
С 1901 года в армии Королевства Сербии (позже Королевства сербов, хорватов и словенцев) существовало воинское звание воеводы — высшее в армии (выше армейских генервло), приблизительно равное фельдмаршалу в других армиях. Это официальное воинское звание носили всего четыре военачальника — Радомир Путник, Степа Степанович, Живоин Мишич и Петар Бойович. В 1921 году звание почётного воеводы было присвоено маршалу Франции Луи д’Эспере. Прошение о присвоении звания воеводы направлял и фельдмаршал австро-венгерской армии Светозар Бороевич фон Бойна, надеявшийся перейти на службу в армию Государства словенцев, хорватов и сербов, но получил отказ.
В этот же период в сербской военизированной организации четников использовали этот термин для обозначения её высших командиров — Войин Попович, Воя Танкосич и Коста Печанац. Вновь он был использован в этом качестве четниками Дражи Михаиловича во время Второй мировой войны — звание воевод носили Никола Калабич, Предраг Ракович, Момчило Джуич, Доброслав Евджевич, Павле Джуришич и другие выдающиеся четнические командиры.
Звание воеводы было упразднено в югославской армии в 1946 году после учреждения новой системы воинских званий ЮНА. Оно не восстанавливалось после распада Югославии и в качестве официального, оставшись только в качестве почётного звания в разных организациях четников.

### В России
На завершающем этапе Гражданской войны в России (1922) в «белом» Приамурье были установлены должности земского воеводы (командующего Приамурской земской ратью) и воевод групп (командиров корпусов).

### В Польше
В средневековой Польше (а именно в Королевстве Польском) воевода был наместником короля в мирное время, а в военное время — главнокомандующим войска, выше которого по званию стоял только король Польши. После вступления в силу статута Болеслава Кривоустого и распада Польши на удельные княжества в каждом княжестве появился собственный воевода: после воссоединения Польши при Владиславе I Локетеке воеводы остались в княжестве, однако отныне воевода считался главой местного самоуправления. Воеводские должности сохранились до конца существования Речи Посполитой; в самой Польше их также называли по латыни palatinus.
В современной Польше самая крупная административная единица называется воеводством. В соответствии с Конституцией Польши (ст. 152) воевода является представителем Совета Министров в воеводстве. Воеводу назначает и снимает Председатель Совета Министров Польши по представлению министра публичной администрации. Глава правительства является непосредственным начальником воеводы. В своих действиях воевода не подотчётен воеводскому сеймику.